# Les collants noirs
Les Collants noirs (Um, Dois, Três, Quatro (título em Portugal) ou Malhas Negras (título no Brasil))  é um filme luso-francês dos géneros comédia e drama musical, realizado por Terence Young e escrito por Roland Petit. Estreou-se em Portugal a 9 de maio de 1961.

## Elenco
- Cyd Charisse como viúva
- Moira Shearer como Roxane
- Zizi Jeanmaire como Carmen
- Roland Petit como Cyrano de Bergerac / pretendente / Dom José
- Maurice Chevalier como narrador
- George Reich como Christian
- Josette Clavier como bandida
- Dirk Sanders como Pierrot
- Bertie Eckhrat como homem do bar
- Hans von Manen como marido / rapaz mau / bandido
- Henning Kronstam como toureiro